# نیژنه کایانچا
نیژنه کایانچا (به لاتین: Nizhnekayancha) یک منطقهٔ مسکونی در روسیه است که در سرزمین آلتای واقع شده‌است.